# Fubu (rivière)
Pour les articles homonymes, voir Fubu.
La Fubu est une rivière du Mayombe dans la République démocratique du Congo et un affluent du fleuve Shiloango. 

## Géographie
Elle coule de les territoires de Tshela et Lukula et se jette dans la Lukula. Elle donne son nom à la localité et au secteur de Fubu dans le territoire de Lukula.